# Canjobais
Canjobal (Q'anjob'al, maya-q'anjob'al ou Kanjobal) é uma etnia originaria do sul do estado de Chiapas, México e da região conhecida como Serra dos Cuchumatanes, no departamento guatemalteco de Huehuetenango. São um povo que historicamente viveu na zona que compreende a fronteira entre México e Guatemala pelo que por se estabelecer os limites nacionais entre ambos países, grupos de famílias canjobais ficaram assentados para ambos lados da fronteira.

## História
Contam os avôs e avós canjobais que faz muito tempo que seu povo veio das terras baixas de hoje em dia Chiapas, México em procura de terrenos para se assentar. Chegavam então no altiplano do que hoje em dia é a Serra dos Cuchumatanes. Como testemunham os antigos lugares arqueológicos e sagrados em território q'anjob'al, o povo maya-q'anjob'al tem estado nos Altos Cuchumatánes bem mais dantes da chegada dos europeus. Lá o povo forjaram sua própria cultura, forma de organização social, idioma, traje, música, costume, o calendário agrícola, sagrado e lunar. Estabeleceram-se lugares e altares sagrados para realizar as cerimônias. Com a chegada dos invasores espanhóis acompanhados de frailes, interromperam-se drasticamente o processo da evolução espiritual, econômico, e sociocultural do povoo q'anjob'a o. Chamaram como coisas do diabo à espiritualidade maia; provocaram danos inconcebíveis que afetam ainda na atualidade. De ali veio-se desenvolvendo a realidade canjobal em contraponto à sociedade ocidental, cuja última fase é a migração em massa aos Estados Unidos.
Uma história conhecida conta que os povoadores q'anjob'ales estavam estabelecidos num lugar do atual povo de Santa Eulalia chamado Pai Konob que significa "Povo antigo". Em certa ocasião, uns idosos que passeavam encontraram à imagem de Santa Eulália e o foram contar aos idosos rezadores, quem a levaram ao povo em procissão e celebraram uma festa em sua honra. Ao dia seguinte notaram que a imagem não estava na igreja e a encontraram no lugar onde a tinham descoberto os idosos. Isto sucedeu por quatro dias consecutivos, de modo que decidiram fazer seu costume queimando copal e velas no lugar. Nesse lugar havia uma gruta e relacionaram-na com o achado pelo que decidiram estabelecer o povo nesse lugar, construindo uma nova igreja para ela, e tomando Santa Eulália como a patroa do povo.

## Idioma e Etimología
A Língua canjobal é uma língua maia falada pela população canjobal que em sua maioria vive no estado de Chiapas, México e o altiplano ocidental da Guatemala. As línguas mais próximas são o acateco e o jacalteco. A comunidade linguística canjobal guatemalteca era de cerca de 77 800 falantes segundo estimativas da SIL International em 1998.
A origem do nome da Aldeia Ixquiac provem da análise epígrafo de Yich’aak Kàk. O termo Yich’aak Kàk, no idioma q'anjob'ao derivado do Maya, traduz-se do glifo Yich’áhk K’asi’, em onde o prefixo YICH’ÁHK, significa “garra de jaguar”, a isso lhe segue o sílabograma K’A, sugere algo “escuro”. O último signo é SE, significa “avariar, romper”.
O município San Juan Ixcoy prove/provem do termo Yich K’ox que os espanhóis o traduziram a "Ixcoy" e foi bem como se lhe outorgou ao município com o nome de "San Juan Ixcoy". Yich K'ox significa "No assento de um Vijaw"; Vijaw é uma planta utilizada para envolver os tamais.

## Localização
No México, localizam-se principalmente no estado de Chiapas em várias localidades dos municípios de Catazajá, Maravilha Tenejapa, Amatenango da Fronteira, La Independencia, Bela Vista, Las Margaritas e La Trinitaria. Também se localizam no estado de Campeche nos municípios de Campeche e Champotón.
O território ancestral e atual do povoo q'anjob'ao em na Guatemala está composto por quatro municípios do Departamento de Huehuetenango no altiplano guatemalteco: San Juan Ixcoy (Yich K’ox em canjobal), San Pedro Soloma (Tz’uluma’), Santa Eulalia (Jolom Konob'), e Santa Cruz Barillas (Yal Motx).

### Migração
A maioria do jovens canjobais de Chiapas tanto homens como mulheres saem de sua comunidade e se vão procurar trabalho a Cancún, a Cidade de México e Tijuana onde têm importantes comunidades em crescimento. Na Guatemala, é de notar que há populações grandes de migrantes canjobais na Cidade de Guatemala e, sobretudo, nos Estados Unidos, principalmente em Los Angeles mas com grandes comunidades canjobais guatemaltecas na Flórida, Nebraska, Arizona e outros.

## População
Segundo o estudo feito pelo Centro de Estudos e Documentação da Fronteira Ocidental da Guatemala (CEDFOG) realizado no ano 2008, são aproximadamente 207 000 canjobais no departamento de Huehuetenango em 2008. Não se sabe com exatidão a quantidade de canjobais na Capital guatemalteca. São estimados 85 000 nos EUA em 2024.